# 作田学
作田 学（さくた まなぶ、1947年10月31日 - ）は、日本の医師、活動家。日本禁煙学会理事長。一口坂クリニック勤務。神経内科、禁煙学が専門。兄は精神医学者の作田勉、弟は精神科医の作田明。

## 経歴
千葉県市川市生まれ。日出学園小学校、武蔵中学校・高等学校を経て、1973年に東京大学医学部医学科を卒業後、東京大学医学部附属病院、ミネソタ大学研究員などを経て、2002年に杏林大学第一内科主任教授。2006年、日本禁煙学会理事長に就任、現在まで同学会理事長を務める。

## 家族・親族
- 祖父：晋（1884年12月29日生、日本医学専門学校卒）
- 父：淳（1913年5月6日生、東京慈恵会医科大学卒）
- 母：静子（1916年5月11日生、東京女子医学専門学校卒）
- 妻：優子（1948年1月15日生、東京女子医科大学卒）
- 長女：晶子（1974年4月6日生、東京女子医科大学卒）
- 二女：純子（1979年9月29日生、東京女子医科大学卒）
- 長男：健一（1982年11月27日生、東京慈恵会医科大学卒）
- 兄：勉（1943年1月25日生、慶應義塾大学医学部卒）
  - 同妻：暢子（1947年11月27日生、青山学院大学卒）
  - 同長男：慶輔（1980年1月15日生、東京医科大学卒）
  - 同二男：喜慶（1981年12月16日生、慶應義塾大学商学部卒）
- 弟：明（1950年6月29日生、聖マリアンナ医科大学卒）
  - 同妻：美緒子（1958年1月10日生、跡見学園女子大学卒）

## 著書
- 『新編パーキンソン病はここまで治る』主婦と生活社、2002年
- 『図解 よくわかるパーキンソン病の最新治療とリハビリのすべて』日東書院本社、2016年